# Puchar Europy Mistrzów Klubowych w piłce siatkowej (1961/1962)
Puchar Europy Mistrzów Krajowych 1962 - 3. sezon Pucharu Europy Mistrzów Krajowych rozgrywanego od 1959 roku, organizowanego przez Europejską Konfederację Piłki Siatkowej (CEV) w ramach europejskich pucharów dla męskich klubowych zespołów siatkarskich "starego kontynentu".

## Drużyny uczestniczące
| Państwo        | Drużyna              |
| -------------- | -------------------- |
| Austria        | OMV Blau-Gelb Wiedeń |
| Belgia         | Brabo VK Antwerp     |
| Bułgaria       | Akademik Sofia       |
| Czechosłowacja | Dukla Kolin          |
| Francja        | Stade Français       |
| Jugosławia     | Yugoslavia Belgrad   |
| Luksemburg     | Cercle Athletique    |
| Polska         | AZS-AWF Warszawa     |
| Portugalia     | SC Espinho           |
| NRD            | Dynamo Berlin        |
| RFN            | Alemannia Aachen     |
| Rumunia        | Rapid Bukareszt      |
| Rumunia        | Progresul Bukareszt  |
| Szwajcaria     | Servette Genewa      |
| Turcja         | Galatasaray Stambuł  |
| Węgry          | Újpesti Dózsa SC     |
| ZSRR           | CSKA Moskwa          |

## Runda wstępna
| Data | Drużyna 1            | Wynik | Drużyna 2            | Sety |
| ---- | -------------------- | ----- | -------------------- | ---- |
|      | Alemannia Aachen     | 3:1   | OMV Blau-Gelb Wiedeń |      |
|      | OMV Blau-Gelb Wiedeń | 2:3   | Alemannia Aachen     |      |
|      |                      |       |                      |      |
|      | Servette Genewa      | 3:2   | Cercle Athletique    |      |
|      | Cercle Athletique    | 2:3   | Servette Genewa      |      |

## Ćwierćfinał
| Data  | Drużyna 1           | Wynik | Drużyna 2           | Sety                |
| ----- | ------------------- | ----- | ------------------- | ------------------- |
|       | Rapid Bukareszt     | 3:0   | Brabo Antwerp       |                     |
|       | Brabo Antwerp       | 0:3   | Rapid Bukareszt     |                     |
|       |                     |       |                     |                     |
|       | Dynamo Berlin       | 3:2   | Ujpest Dosza        |                     |
|       | Ujpest Dosza        | 1:3   | Dynamo Berlin       |                     |
|       |                     |       |                     |                     |
|       | Dukla Kolin         | 3:0   | Alemannia Aachen    |                     |
|       | Alemannia Aachen    | 0:3   | Dukla Kolin         |                     |
|       |                     |       |                     |                     |
|       | Stade Francais      |       | Sporting de Espinho |                     |
|       | Sporting de Espinho |       | Stade Francais      |                     |
|       |                     |       |                     |                     |
|       | Progresul Bukareszt | 3:1   | CSKA Moskwa         |                     |
|       | CSKA Moskwa         | 3:1   | Progresul Bukareszt |                     |
|       | CSKA Moskwa         | 3:2   | Progresul Bukareszt |                     |
|       |                     |       |                     |                     |
| 25.02 | Galatasaray Stambuł | 0:3   | AZS-AWF Warszawa    | 9:15, 12:15, 9:15   |
| 11.03 | AZS-AWF Warszawa    | 3:0   | Galatasaray Stambuł | 15:0, 15:0, 15:0 wo |
|       |                     |       |                     |                     |
|       | Servette Genewa     | 0:3   | Akademik Sofia      |                     |
|       | Servette Genewa     | 0:3   | Akademik Sofia      |                     |
|       |                     |       |                     |                     |
|       | Yugoslavia Belgrad  |       |                     | wolny los           |

## Turniej półfinałowy

### Grupa A
Budapeszt
Wyniki
| Data | Drużyna 1        | Wynik | Drużyna 2        | Sety |
| ---- | ---------------- | ----- | ---------------- | ---- |
| 5.04 | Rapid Bukareszt  | 3:0   | Stade Francais   |      |
| 5.04 | Újpesti Dózsa SC | 3:1   | Dukla Kolin      |      |
|      |                  |       |                  |      |
| 6.04 | Rapid Bukareszt  | 3:0   | Dukla Kolin      |      |
| 6.04 | Újpesti Dózsa SC | 3:0   | Stade Francais   |      |
|      |                  |       |                  |      |
| 7.04 | Rapid Bukareszt  |       | Újpesti Dózsa SC |      |
| 7.04 | Dukla Kolin      | 3:0   | Stade Francais   |      |

Tabela
| Lp. | Drużyna          | Pkt | Mecze | Mecze | Mecze | Sety | Sety | Sety  |
| Lp. | Drużyna          | Pkt | M     | W     | P     | wyg. | prz. | ratio |
| --- | ---------------- | --- | ----- | ----- | ----- | ---- | ---- | ----- |
| 1   | Rapid Bukareszt  | 6   | 3     | 3     | 0     | 9    | 0    | MAX   |
| 2   | Újpesti Dózsa SC | 5   | 3     | 2     | 1     | 6    | 4    | 1.500 |
| 3   | Dukla Kolin      | 2   | 2     | 0     | 2     | 1    | 6    | 0.167 |
| 4   | Stade Francais   | 2   | 2     | 0     | 2     | 0    | 6    | 0.000 |

### Grupa B
Warszawa
Wyniki
| Data | Drużyna 1        | Wynik | Drużyna 2          | Sety                    |
| ---- | ---------------- | ----- | ------------------ | ----------------------- |
| 6.04 | CSKA Moskwa      | 3:1   | Akademik Sofia     |                         |
| 6.04 | AZS-AWF Warszawa | 3:0   | Yugoslavia Belgrad | 15:11, 15:10, 15:10     |
|      |                  |       |                    |                         |
| 7.04 | CSKA Moskwa      | 3:0   | Yugoslavia Belgrad |                         |
| 7.04 | AZS-AWF Warszawa | 3:0   | Akademik Sofia     | 15:6, 15:13, 15:6       |
|      |                  |       |                    |                         |
| 8.04 | CSKA Moskwa      | 3:1   | AZS-AWF Warszawa   | 15:9, 11:15, 15:6, 15:8 |
| 8.04 | Akademik Sofia   | 3:0   | Yugoslavia Belgrad |                         |

Tabela
| Lp. | Drużyna            | Pkt | Mecze | Mecze | Mecze | Sety | Sety | Sety  |
| Lp. | Drużyna            | Pkt | M     | W     | P     | wyg. | prz. | ratio |
| --- | ------------------ | --- | ----- | ----- | ----- | ---- | ---- | ----- |
| 1   | CSKA Moskwa        | 6   | 3     | 3     | 0     | 9    | 2    | 4.500 |
| 2   | AZS-AWF Warszawa   | 5   | 3     | 2     | 1     | 7    | 3    | 2.333 |
| 3   | Akademik Sofia     | 4   | 3     | 1     | 2     | 4    | 6    | 0.667 |
| 4   | Yugoslavia Belgrad | 3   | 3     | 0     | 3     | 0    | 9    | 0.000 |

## Finał
| Data | Drużyna 1       | Wynik | Drużyna 2       | Sety |
| ---- | --------------- | ----- | --------------- | ---- |
|      | Rapid Bukareszt | 3:2   | CSKA Moskwa     |      |
|      | CSKA Moskwa     | 3:1   | Rapid Bukareszt |      |

## Klasyfikacja końcowa
| Miejsce | Drużyna         |
| ------- | --------------- |
| złoto   | CSKA Moskwa     |
| srebro  | Rapid Bukareszt |